# Passion (Album)
Passion (engl.: Leidenschaft) ist das zweite Studioalbum der deutschen Pop-Rock-Sängerin Gracia Baur. Es wurde am 25. November 2005 durch das Musiklabel BROS Music veröffentlicht. Produziert wurde der Longplayer, der keine Chartplatzierung erreichen konnte, von David Brandes. Mit der Singleauskopplung Run & Hide trat Baur beim Eurovision Song Contest 2005 für Deutschland an.

## Titelliste
| #   | Titel/Komposition                                                               | Dauer |
| --- | ------------------------------------------------------------------------------- | ----- |
| 1.  | Passion David Brandes, Steve Brooklyn                                           | 4:10  |
| 2.  | Never Been David Brandes, Steve Brooklyn, Gracia Baur                           | 3:40  |
| 3.  | When the Last Tear’s Been Dried (Single-Version) David Brandes, Bernd Meinunger | 4:08  |
| 4.  | Sacrifice Me David Brandes, Bernd Meinunger                                     | 3:46  |
| 5.  | Wish You Were Here David Brandes, Bernd Meinunger                               | 4:11  |
| 6.  | Run & Hide (Single-Version) David Brandes, Jane Tempest, Bernd Meinunger        | 3:59  |
| 7.  | Charlene David Brandes, Bernd Meinunger                                         | 3:54  |
| 8.  | Time to Take Off David Brandes, Bernd Meinunger                                 | 3:13  |
| 9.  | The Last Goodbye David Brandes, Heike Fransecky, Gracia Baur                    | 3:28  |
| 10. | Pray David Brandes, Bernd Meinunger                                             | 3:30  |
| 11. | Don’t Close Your Eyes (Album-Version) David Brandes, Bernd Meinunger            | 3:39  |
| 12. | The Man with the Scissors David Brandes, Bernd Meinunger                        | 3:50  |
| 13. | When the Last Tear’s Been Dried (Video)                                         | 4:11  |
| 14. | Run & Hide (Video)                                                              | 3:55  |

## Produktion
Brandes nahm Baur für seine Plattenfirma BROS Music unter Vertrag und produzierte mit ihr für Passion zwölf Titel. Auf der CD finden sich neben den Songs noch die Musikvideos zu Run & Hide und When the Last Tear’s Been Dried. Neben Brandes zeichnet Steve Brooklyn für die Komposition aller Stücke verantwortlich. Baur selbst schrieb bei zwei Stücken die Songtexte mit. Bernd Meinunger schrieb bei When the Last Tear’s Been Dried und acht weiteren Titeln mit. Jane Tempest verfasste den Text zur Single Run & Hide, Heike Fransecky arbeitete bei The Last Goodbye mit. Für das Album neu aufgenommen wurde das Stück Don’t Close Your Eyes, das Baur schon Ende 2004 zusammen mit Daniel Küblböck, Nektarios Bamiatzis und Stephanie Brauckmeyer im Rahmen des Projekts 4 United gesungen hatte.

## Singleauskopplungen
Aus Passion wurden drei Singles ausgekoppelt, zu denen jeweils auch Musikvideos gedreht wurden. Bei allen drei Videodrehs war Sascha Kramer der Regisseur. Am 31. Januar 2005 erschien mit Run & Hide die erste Singleauskopplung. Mit diesem Lied gewann Baur den deutschen Vorentscheid zum Eurovision Song Contest und vertrat im Mai 2005 Deutschland in Kiew beim ESC. Sie belegte den letzten Platz. Run & Hide platzierte sich in Deutschland auf Rang 20 und in Österreich auf Position 57 der Singlecharts. Als zweite Single erschien am 28. Oktober 2005 When the Last Tear’s Been Dried. Die Single erreichte Platz 32 und hielt sich neun Wochen in den deutschen Singlecharts. Als letzte Single aus Passion wurde am 3. Februar 2006 das Stück Never Been ausgekoppelt. Es belegte in Deutschland Rang 39 und hielt sich sechs Wochen in den Singlecharts.

## Rezeption
Michael Biedermann von cdstarts bewertete das Album mit zwei von zehn möglichen Punkten. Schon der Opener „besticht [...] durch einen einschüchternden Refrain und klirrende E-Gitarren“. When the Last Tear’s Been Dried hingegen sei „eine Ballade mit wenig Belang und tausendfach gehörter Melodie, die bei jeder Schlagerparty gut ankommen würde“. Trotz Gracias kraftvoller Stimme lasse das Album jegliche Innovation und Authentizität vermissen. „Alles in allem ist „Passion“ ein Leidensweg für den Hörer, der orientierungslos zwischen belangslosen Balladen oder furchteinflössenden Pop/Rock-Schockern hin und hergerissen wird.“